# FanTasia
Pour les articles homonymes, voir Fantasia.
 (juillet 2013).
 (juin 2022).
FanTasia (ou Festival international de films Fantasia) est un festival de films de genre en Amérique du Nord. 
FanTasia s'intéresse principalement au cinéma fantastique, d'action, d'horreur, de science fiction et d'animation et d’œuvres jugées inclassables en raison de leur grande excentricité.
FanTasia se déroule annuellement à Montréal, Québec, au mois de juillet.

## Historique

### Les premières années
FanTasia est créé en 1996 par Pierre Corbeil, André Dubois et Martin Sauvageau. Issu d'un projet de ciné-club offrant des projections hebdomadaires, la première édition du festival présente au cinéma Impérial des longs métrages de Hong Kong et du Japon en plus d'animés japonais. En 1997, le festival adopte la formule actuelle en étendant sa programmation aux films de genre provenant de tous les pays.
FanTasia offre une programmation sortant des sentiers battus et permet à de nombreuses œuvres d'être présentées à un public en salle, en Amérique du Nord, et par la suite de démarrer une carrière. Citons notamment : The Ring (Ringu), Perfect Blue et Millennium Actress.
Il est le premier festival non asiatique à présenter les œuvres de Takashi Miike dont Fudoh en 1997.  

### FanTasia à Toronto
En 1998, une édition de FanTasia a lieu à Toronto, au Bloor Cinema, parallèlement à celle de Montréal. Supervisée par Julian Grant et Colin Geddes, cette édition se tient du 10 juillet au 9 août, avec toutefois une programmation différente de celle de Montréal..
Les lauréats de cette première édition torontoise sont :
| Position | Films asiatiques                      | Films européens           | Films nord-américains    |
| -------- | ------------------------------------- | ------------------------- | ------------------------ |
| 1re      | Bride with the white hair (Hong Kong) | Killer Kondom (Allemagne) | A Gun for Jennifer (ÉUA) |
| 2e       | Hit Man (Hong Kong)                   | 99.9 (Espagne)            | Pi (ÉUA)                 |
| 3e       | The Blade (Hong Kong)                 | Genesis (Espagne)         | Airborne (Canada)        |
| Mention  | The Killer (Hong Kong)                | Hardware (Angleterre)     | Drive (ÉUA)              |

Une mention spéciale est également accordée au film Angst d'Allemagne.
Les organisateurs torontois sont si satisfaits de l'accueil réservé à FanTasia qu'à la fin de festival, ils annoncent que FanTasia reviendra à Toronto, ainsi qu'à Vancouver, dès l'année suivante. De plus, des éditions à New York et à Los Angeles sont envisagées pour l'an 2000.
Cependant, en 1999, une planification de dernière minute fait en sorte que l'édition torontoise ne dure que dix jours et que l'expansion à Vancouver n'a pas lieu. Du 20 au 29 août, ce sont essentiellement des films de Hong Kong qui sont présentés au Bloor Cinema. Le public est moins enthousiaste que l'année précédente.
Les éditions torontoises de FanTasia cessent par la suite, en raison de la difficulté de planifier un événement additionnel à celui de Montréal et en raison d'un public moins réceptif qu'à Montréal.

### 1999: Bref passage à l'ex-Centris
En 1999, la durée du festival est de 24 jours, plutôt que des 31 habituels. En plus de présenter des films au cinéma Impérial, deux projections par jour se tiennent au Cinéma Ex-Centris. 
L'expérience n'est toutefois pas reconduite puisque le public n'était pas au rendez-vous. 

### 2000-2001: La collaboration avec Juste pour Rire
L'année 2000 marque le début de la collaboration entre FanTasia et le volet Comédia du festival Juste pour rire. Du 13 au 23 juillet, FanTasia et Comédia partagent donc l'écran du cinéma Impérial.
Il s'agit d'une édition plutôt brève offrant 69 projections réparties sur 19 jours, comparativement à 139 projections réparties sur 24 jours l'année précédente. De plus, 11 de ces 69 projections sont attribuées à Comédia, ce qui laisse peu de place à la programmation habituelle de FanTasia. Parmi le catalogue, les titres suivant font partie de Comédia: André le Magnifique, Attack the Gas Station!, In China They Eat Dogs, Le Couvent, Mort de rire, The Independent, Psycho Beach Party, Terry Jones Live!, Tuvalu et La Vie après l'amour. Alors qu'Attack the Gas Station! est primé par le public de FanTasia, le film ne reçoit aucune récompense dans le cadre de Comédia.
En 2001, FanTasia et Comédia sont toujours associés, mais la collaboration est moins étroite. Dans le catalogue, on retrouve deux sections distinctes : la première consacrée à FanTasia et la seconde consacrée à Comédia. De plus, les projections de FanTasia sont présentées à l'Impérial alors que les projections de Comédia sont présentés au cinéma Parisien. Ceci permet à FanTasia d'offrir 84 projections en 22 jours. Il s'agit de la dernière année de collaboration entre FanTasia et Comédia.

### 2002-2003: FanTasia déménage à Concordia
De 1996 à 2001, FanTasia fut présenté au cinéma Impérial. En 2002, lorsque les rénovations du cinéma Impérial prirent du retard, l'édition de FanTasia dut être annulée. L'année suivante, FanTasia déplaça ses activités à l'Université Concordia et y est demeuré depuis. Avec ses deux salles de projection (le Theater Hall de 700 places et la salle J.A. de Sève de 150 places), l'Université Concordia offre un avantage de taille par rapport au cinéma Impérial qui ne comptait qu'une seule salle.

### 2004: FanTasia au cœur de la saga des festivals de films de Montréal
À la suite de la tombée en disgrâce du FFM, à l'automne 2004, Téléfilm Canada et la SODEC se lancent conjointement dans un appel d'offres visant la création d'un nouveau festival de cinéma rassembleur d'envergure internationale pour Montréal. Téléfilm Canada et la SODEC reçoivent quatre candidatures : celle de Spectra (FIFM), celle du FNC, celle de Comédia et celle de FanTasia.
Selon le rapport de Téléfilm Canada, les représentants de FanTasia auraient écrit : "Nous n'avons pas la prétention d'être LA solution à votre appel mais d'en faire partie intégrante, soit en tant que membre d'un regroupement d'autres évènements ou en continuant à être autonome, distinct et complémentaire aux autres festivals de cinéma montréalais, canadiens et internationaux."
Pour sa part, l'équipe de Comédia aurait écrit: "Des discussions très sérieuses et avancées sont en cours avec le festival de film de genre, FanTasia afin de créer une alliance. Le temps nous a cependant manqué pour pouvoir l'annoncer officiellement. C'est pourquoi les budgets et certaines parties du concept devront être réaménagés éventuellement en fonction de cette fusion."  
Après ce premier tour, aucune des propositions reçues ne satisfait Téléfilm Canada et la SODEC. Les propositions du FNC et du groupe Spectra (FIFM) sont quand même préviligées par rapport à celles de FanTasia et de Comédia qui ont une portée trop limitée.
Les quatre groupes sont priés de réviser leur proposition originale. Au terme de cet exercice, Téléfilm Canada et la SODEC reçoivent trois projets : celui de Spectra (FIFM), celui du FNC et un projet conjoint entre Comédia et FanTasia. On connait la suite : le choix controversé du projet du groupe Spectra (FIFM), le refus du FNC de collaborer avec le FIFM, la tenue décriée de trois festivals généralistes à Montréal en 2005 (FNC, FFM, FIFM), la mort du FIFM et la tenue d'enquêtes publiques auprès de Téléfilm Canada et de la SODEC.

### 2006: La dixième édition
En 2006, dans le cadre de sa 10e édition, FanTasia présenta pour la première fois des projections en plein air gratuites au parc Place de la paix. Les œuvres projetées, (Kamikaze Girls, les quatre derniers épisodes de Goldorak, Night of the Living Dorks et Attack the Gas Station) faisaient partie des succès des éditions précédentes. Entre 400 et 600 personnes assistèrent à chacune de ses projections.

### 2007: Une troisième salle de projection
En 2007, pour la première fois depuis qu'il a lieu à l'Université Concordia, FanTasia dispose de trois salles de projection. En plus du Theater Hall et de la salle J.A. de Sève, le Théâtre DB Clarke est maintenant utilisé pour la projection des films. Cette salle supplémentaire permet au festival d'augmenter son nombre de projections.
Lors de cette édition, l'expérience des projections extérieures n'est pas renouvelée.

### 2008: Les spectacles, le Fantastique Week-end du court-métrage québécois et le retour des projections extérieures
En plus de marquer le retour des projections extérieures, l'édition 2008 est aussi marquée par la présentation de deux spectacles : Infection et Inspecteur Bronco Live. Une autre nouveauté : Fantastique Week-end du court-métrage québécois, lors duquel, en plus de la projection de courts-métrages, des colloques et autres événements ont été présentés. Plusieurs invités y ont fait des présentations et ont donné des conseils sur la production et la distribution des films au Québec.

### 2016
148 longs métrages sont montrés et plus de 240 courts métrages, dont 11 films en réalité virtuelle présentés dans le cadre d’un partenariat avec SAMSUNG.

### 2017
155 longs métrages sont présentés ainsi que plus de 260 courts métrages en 201 projections payantes et quatre projections extérieures. Douze films sont montrés en réalité virtuelle  dans le cadre d’un partenariat avec SAMSUNG.

### 2018
Pierre Corbeil, président du festival se félicite que, pour la deuxième année, "notre partenariat avec le Marché du film de Cannes avec lequel se traduisent par trois événements qui favorisent la production de films de genre au niveau international et en particulier entre l’Amérique du Nord et l’Europe".
Jean-François Rauger, dans le Monde, dit l'originalité du festival  "une des qualités du festival Fantasia est parfois de permettre au spectateur de découvrir un cinéma hybride qui a quasiment disparu des salles en France, un cinéma qui se joue de la standardisation de certains genres et qui, justement, mêle, parfois avec bonheur, le naturalisme psychologique du petit cinéma indépendant d’auteur et les stimulations de l’épouvante devenues figures allégoriques".

## Clientèle
La clientèle de FanTasia est principalement constituée d'un public d'habitués du festival. Cette clientèle est fortement scolarisée. Elle est constituée de 60 % d'hommes et de 40 % de femmes. Elle est constituée de 60 % de francophones. Elle provient principalement de la tranche d'âge 20-40 ans avec une moyenne de 28 ans. 15 % des festivaliers proviennent de l'extérieur de la région métropolitaine. En 2017 le festival a dépassé, pour la huitième année consécutive, les 100 000 spectateurs, dont environ 15 % de clientèle touristique.
| Année | Durée           | Billets vendus  | Billets vendus en prévente |
| ----- | --------------- | --------------- | -------------------------- |
| 1996  | 31 jours        | 50 000          | ?                          |
| 1997  | 31 jours        | 70 000          | ?                          |
| 1998  | 31 jours        | 70 000          | ?                          |
| 1999  | 24 jours        | 72 000          | ?                          |
| 2000  | 19 jours        | ?               | ?                          |
| 2001  | 22 jours        | 70 000          | ?                          |
| 2002  | Édition annulée | Édition annulée | Édition annulée            |
| 2003  | 25 jours        | 73 000          | 16 000                     |
| 2004  | 25 jours        | 78 000          | 30 000                     |
| 2005  | 19 jours        | 75 000          | 35 000                     |
| 2006  | 19 jours        | 77 000          | ?                          |
| 2007  | 19 jours        | 81 000          | ?                          |
| 2008  | 19 jours        | ?               | ?                          |
| 2009  | 21 jours        | ?               | ?                          |
| 2010  | 21 jours        | 105 000         | ?                          |
| 2011  | 25 jours        | 102 000         | ?                          |
| 2012  | 22 jours        | 109 000         | ?                          |
| 2013  | 21 jours        | 125 000         | ?                          |
| 2014  | 22 jours        | 129 000         | ?                          |
| 2015  |                 |                 |                            |

La particularité principale du festival est le caractère bon enfant qui règne sur le site. L'énergie dégagée lors des représentations fait parfois penser à l'ambiance d'un concert rock. Le sous-titrage (en anglais) quasi systématique des films permet de ne pas perdre un seul mot du dialogue, malgré l'euphorie générale. Cependant, le public est particulièrement respectueux des œuvres et écoute attentivement lorsque le ton du film devient plus sérieux.
Auprès du large public, FanTasia est surtout perçu comme un festival de films d'horreur qui ne représentent pourtant que 25 % de la programmation. Cette perception quelque peu limitative tend à s'estomper avec les années.

## Le festival, année par année

### 1996
Dates: du 12 juillet au 11 août
Lieu: Cinéma Impérial
Particularité: Première édition du festival. Seuls des films de Hong Kong et du Japon sont présentés.

### 1997
Dates: 11 juillet au 10 août
Lieu: Cinéma Impérial
Prix:
- Prix du meilleur film asiatique :
  - Combats de maître 2, de Liu Chia-liang
  - Perfect Blue, de Satoshi Kon
- Prix du meilleur film international :
  - Le Jour de la bête (El Dia de la bestia), de Álex de la Iglesia
  - A Gun for Jennifer, de Todd Morris
- Prix du meilleur court-métrage :
  - Aftermath, de Nacho Cerdà
  - Dr. Curry, de David Alcalde
  - Cutting Moments, de Douglas Buck

### 1998
Dates: 10 juillet au 9 août
Lieu: Cinéma Impérial
Particularité: Année de la première édition du festival à Toronto
Prix:
- Prix du meilleur film asiatique :
  - Swallowtail and Butterfly, de Shunji Iwai
  - Beast Cops, de Gordon Chan et Dante Lam
  - The Odd One Dies, de Patrick Yau
- Prix du meilleur film international :
  - Drive, de Steve Wang
  - Airbag, de Juanma Bajo Ulloa
  - Pi, de Darren Aronofsky
- Prix du meilleur court-métrage :
  - Genesis, de Nacho Cerdà

### 1999
Dates: 23 juillet au 15 août
Lieux: Cinéma Impérial et exCentris
Particularité: Seconde édition du festival à Toronto. Seule année où le cinéma exCentris est utilisé.
Prix:
- Prix du public
  - Prix du meilleur film asiatique :
    - Or: Ring (Ringu) (Japon), de Hideo Nakata
    - Argent: Jin-Roh, la brigade des loups (Jin-Roh) (Japon), de Hiroyuki Okiura
    - Bronze: Hypnosis (Japon), de Masayuki Ochiai

  - Prix du meilleur film international :
    - Or: Heaven (Nouvelle-Zélande), de Scott Reynolds
    - Argent: Torrente, le bras gauche de la loi (Torrente, el brazo tonto de la ley) (Espagne), de Santiago Segura
    - Bronze: Modern Vampires (ÉUA), de Richard Elfman

  - Prix du meilleur court-métrage :
    - Or: Viens dehors! (Canada), de Éric Tessier
    - Argent: How's Your News? (ÉUA), de Arthur Bradford
    - Bronze: Elevated (Canada), de Vincenzo Natali

### 2000
Dates: 13 au 31 juillet
Lieu: Cinéma Impérial
Particularité: Début de la collaboration entre FanTasia et le festival Juste pour rire.
Prix:
- Prix du meilleur film asiatique :
  - Running Out of Time, de Johnnie To
  - Blood: The Last Vampire, de Hiroyuki Kitakubo
  - The Mission, de Johnnie To
- Prix du meilleur film international :
  - La Secte sans nom (Los Sin nombre), de Jaume Balagueró
  - Anatomie, de Stefan Ruzowitzky
  - Ricky 6, de Peter Filardi
- Prix du public
  - Attack the Gas Station
- Prix du meilleur court-métrage :
  - Heavy Rotation, de Watt
  - Plug, de Meher Gourjian
  - Black XXX-Mas, de Pieter Van Hees

### 2001
Dates: 10 au 31 juillet
Lieu: Cinéma Impérial
Particularité: Seconde et dernière année de collaboration avec Juste pour rire. Dernière année au Cinéma Impérial.
Prix:
- Prix du meilleur film asiatique :
  - Visitor Q, de Takashi Miike
  - Dead or Alive 2, de Takashi Miike
  - Joint Security Area, de Park Chan-wook
- Prix du meilleur film international :
  - El corazón del guerrero, de Daniel Monzón
  - Presence of Mind, de Antoni Aloy
  - Ghost World, de Terry Zwigoff
- Prix du meilleur film d'animation :
  - Millennium Actress, de Satoshi Kon
  - Metropolis, de Rintaro
  - Flat 'n' Fluffy, de Benoît Boucher
- Fantasia Ground-Breaker Award :
  - Millennium Actress, de Satoshi Kon
  - Sakuya: Slayer of Demons, de Tomoo Haraguchi
- Prix du meilleur court-métrage :
  - L'Ilya, de Tomoya Sato
- Prix de la critique :
  - Séance, de Kiyoshi Kurosawa

### 2002
Édition annulée en raison des rénovations du Cinéma Impérial.

### 2003
Dates: 17 juillet au 10 août
Lieu: Université Concordia
Particularité: Première édition à l'Université Concordia
Prix:
- Palmarès officiel
  - Drive, de Hiroyuki Tanaka (meilleur film asiatique)
  - Dead End, de Jean-Baptiste Andrea et Fabrice Canepa (meilleur film international)
  - Tamala 2010, de Tol (meilleur film d'animation)
  - Suicide Club, de Sono Sion (film révolutionnaire)
  - Les Aventures de Klaus aux commandes du chariot élévateur, de Stefan Prehn et Jörg Wagner (meilleur court-métrage)
- Prix du public
  - Prix du meilleur film asiatique :
    - Or: Sympathy for Mr. Vengeance, de Park Chan-wook
    - Argent: Bang Rajan, de Tanit Jitnukul
    - Bronze: Musa, la princesse du désert, de Kim Sung-su

  - Prix du meilleur film international :
    - Or: Dans ma peau, de Marina de Van
    - Argent: Bubba Ho-tep, de Don Coscarelli
    - Bronze: Cabin Fever, de Eli Roth
    - Bronze: Maléfique, de Éric Valette

  - Prix du meilleur film d'animation :
    - Or: Tamala 2010, de Tol
    - Argent: Kaena, la prophétie, de Chris Delaporte et Pascal Pinon
    - Bronze: FLCL, de Kazuya Tsurumaki (en)

  - Fantasia Ground-Breaker Award :
    - Or: Reflections of Evil, de Damon Packard
    - Argent: Suicide Club, de Sono Sion
    - Bronze: Ichi the Killer, de Takashi Miike

  - Prix du meilleur court-métrage :
    - Or: Ward 13, de Peter Cornwell
    - Argent: Amor Só de Mãe, de Dennison Ramalho
    - Bronze: A Ninja Pays Half My Rent, de Steven K. Tsuchida
    - Bronze: Les Aventures de Klaus aux commandes du chariot élévateur, de Stefan Prehn et Jörg Wagner

  - Prix du film le plus populaire :
    - My Sassy Girl, de Kwak Jae-yong
- Prix Vision Globale :
  - Déformation personnelle, de Jean-François Asselin (meilleur réalisateur)
  - Song, de Karl Raudsepp-Hearne (meilleur montage)
  - Les Ramoneurs cérébraux, de Patrick Bouchard (meilleur mixage)

### 2004
Dates: 8 juillet au 1er août
Lieu: Université Concordia
Prix:
- Palmarès officiel
  - Prix Fantasia Ubisoft 2004 : Meilleur film fantasia Ubisoft 2004
    - Or: Last life in the universe (Thaïlande)
    - Argent: Shaun of the Dead (Angleterre)
    - Bronze: The Uninvited (Corée)

  - Meilleur film asiatique
    - Or: Last life in the universe (Thaïlande)
    - Argent: The Uninvited (Corée)
    - Bronze: Gozu (Japon)

  - Meilleur film international
    - Or: One Point O (ÉUA/Islande)
    - Argent: Shaun of the Dead (Angleterre)
    - Bronze: L'Enfer des loups (Espagne)

  - Meilleur film animé
    - Or: Hair High (ÉUA)
    - Argent: Paranoia Agent (Japon)
    - Bronze: Dead Leaves (Japon)

  - Film le plus innovateur
    - Or: One Point O (ÉUA/Islande)
    - Argent: Bottled Fool (Japon)
    - Bronze: The Uninvited (Corée)

  - Meilleur court métrage
    - Or: Little Things (court-métrage) (Angleterre)
    - Argent: Boy in the Box (ÉUA)
    - Bronze: Day of the Dead (ÉUA)
- Prix AQCC
  - Last Life in the Universe (Thaïlande)
- Mentions AQCC
  - One Point O (ÉUA/Islande)
  - Killing Words (Espagne)

### 2005
Dates: 7 au 25 juillet
Lieu: Université Concordia
Particularité: 10e anniversaire du festival. Il s'agit pourtant de la 9e édition en raison de l'annulation de l'édition de 2002.
Prix:
- Palmarès Officiel
  - Meilleur film
    - Mind Game (Japon)

  - Meilleur réalisateur: ex æquo
    - Gen Sekiguchi - Survive Style 5+ (Japon)
    - Masaaki Yuasa - Mind Game (Japon)

  - Meilleur scénario
    - Masaaki Yuasa - Mind Game (Japon)

  - Meilleure cinématographie :
    - Kosuke Matushima - Le Goût du thé (Japon)

  - Meilleur acteur :
    - Choi Min-sik – Crying Fist (Corée du Sud)

  - Meilleure actrice :
    - Kate Greenhouse – Dark Hours (Canada)

  - Prix spécial - Accomplissement visuel :
    - Masaaki Yuasa - Mind Game (Japon)
- Prix Séquences - 50e anniversaire
  - Meilleur film asiatique
    - Shutter (Thaïlande)

  - Mention spéciale
    - One Nite in Mongkok (Hong Kong)

  - Mention spéciale - Guilty Pleasure (Plaisir coupable)
    - Godzilla: Final Wars (Japon)
- Prix L’Écran Fantastique
  - Survive Style 5+ (Japon)

### 2006
Dates: 6 au 24 juillet
Lieu: Université Concordia
Particularité: 10e édition du festival. Pour souligner l'évènement, des projections gratuites en plein air sont organisées.
Prix:
- Palmares officiel - longs métrages
  - Meilleur film :
    - Strange Circus de Sono Sion (Japon)

  - Meilleur réalisateur :
    - Nicolas Winding Refn – Pusher 3 (Danemark)

  - Meilleur scénario :
    - David Mamet - Edmond (États-Unis)

  - Meilleure direction photo :
    - Kim Jee-woon – A Bittersweet Life (Corée du Sud)

  - Meilleur acteur :
    - Zlatko Buric – Pusher 3 (Danemark)

  - Meilleure actrice :
    - Masumi Miyazaki – Strange Circus (Japon)
- Palmares officiel - courts métrages
  - Meilleur court métrage québécois (assorti d’une bourse de 1 000 $) :
    - L’Étranger - Guillaume Fortin

  - Meilleur court métrage international :
    - Before Dawn - Balint Kenyeres (Hongrie)

  - Meilleur court métrage d’animation :
    - Zero Degree - Omid Khoshnazar (Iran)

  - Mention spéciale - Accomplissement visuel :
    - Rabbit - Run Wrake (Angleterre)

  - Prix DIY francophone (québécois):
    - Easy Living - Berge Kasparian, Martin Tremblay

  - Prix DIY anglophone (québécois):
    - A Date With The Dead - Chris Smith
- Prix Séquences
  - Derrière le masque - Scott Glosserman (États-Unis)
- Prix L’Écran Fantastique
  - Derrière le masque - Scott Glosserman (États-Unis)
- Prix du public
  - Meilleur film asiatique
    - Fantasia d'or :
      - Great Yokai War – Takashi Miike (Japon)

    - Fantasia d'argent :
      - A Bittersweet Life - Kim Jee-woon (Corée du Sud)

    - Fantasia de bronze :
      - Citizen Dog - Wisit Sasanatieng (Thaïlande)

  - Meilleur film européen / nord ou sud américain :
    - Fantasia d'or :
      - Derrière le masque - Scott Glosserman (États-Unis)

    - Fantasia d'argent :
      - Wilderness - Michael J. Bassett (Angleterre)

    - Fantasia de bronze :
      - The Descent – Neil Marshall (Angleterre)

  - Meilleur film d'animation / stop motion :
    - Fantasia d'or :
      - Fullmetal Alchemist - Seiji Mizushima (Japon)

    - Fantasia d'argent :
      - Blood Tea and Red String - Christiane Cegavske (États-Unis)

    - Fantasia de bronze :
      - Worlds Of Wounded Clay – Robert Morgan (en) (Angleterre)

  - Film le plus innovateur :
    - Fantasia d'or :
      - Funky Forest: The First Contact - Katsuhito Ishii, Hajime Ishimine & Shinichiro Miki (Japon)

    - Fantasia d'argent :
      - Citizen Dog - Wisit Sasanatieng (Thaïlande)

    - Fantasia de bronze :
      - Wild Blue Yonder – Werner Herzog (Allemagne)

  - Meilleur court-métrage :
    - Terreur au 3918 - Mathieu Fontaine (Québec)
    - The Big Empty - Lisa Chang, Newton Thomas Sigel & Alison Smith (États-Unis)
    - Bugcrush - Carter Smith (États-Unis)

### 2007
Dates: 5 au 23 juillet
Lieu: Université Concordia
Nombre de films projetés: Plus de 130 longs-métrages et 250 courts-métrages.
Particularité: Depuis son déménagement à Concordia, le festival bénéficie pour la première fois de trois salles de projection.
Prix:
- Palmares officiel - longs métrages
  - Meilleur film :
    - Memories of Matsuko - Tetsuya Nakashima (Japon)

  - Meilleur réalisateur :
    - Feng Xiaogang – La Légende du scorpion noir (Chine)

  - Meilleur scénario :
    - Han Jae-rim - The Show Must Go On (Corée du Sud)

  - Meilleure direction photo :
    - Li Zhang – La Légende du scorpion noir (Chine)

  - Meilleur acteur : ex æquo
    - Song Kang-ho – The Show Must Go On (Corée du Sud)
    - Ryu Deok-hwan – Like a Virgin (Corée du Sud)

  - Meilleure actrice :
    - Mary McCormack – Right At Your Door (États-Unis)
- Palmares officiel - courts métrages
  - Meilleur court métrage québécois (assorti d’une bourse de 2 500 $) :
    - Flutter - Howie Shia (Québec)
    - Mention spéciale du jury :
      - Moi - Yan England (Québec)

    - Mention spéciale du jury :
      - La direction photo de Claudine Sauvé - Pour les films Hôtel et Moi

  - Meilleur court métrage international : ex æquo
    - The Last 15 - Antonio Campos (États-Unis)
    - Maquina - Gabe Ibanez (Espagne)

  - Meilleur court métrage d’animation :
    - Everything Will Be OK - Don Hertzfeldt (États-Unis)
    - Mention spéciale :
      - The Runt - Andreas Hykade (Allemagne)

  - Meilleur court DIY Québec (assorti d’une bourse de 1 000 $ et d’une duplication DVD de Magra Multi Média) :
    - L'Écervelé - Benoît Desjardins (Québec)
    - Mention spéciale :
      - 20 secondes - Patrick Rozon (Québec)
      - Flush ! – JeF. Grenier (Québec)
      - Jihad Joe II - Simon Bouchard (Québec)
- Prix Séquences
  - Wool 100% - Mai Tominaga (Japon)
- Prix L’Écran Fantastique
  - Right At Your Door - Chris Gorak (États-Unis)
    - Mentions spéciales (actrices) :
      - Rory Cochrane et Mary McCormack
- Prix Info Culture
  - Meilleur documentaire :
    - Ghosts Of Cité Soleil - Asger Leth (Danemark / États-Unis)
- Prix du public
  - Prix du public "Meilleur putain d'court" :
    - Gratte-papier - Guillaume MARTINEZ (France)

  - Meilleur film asiatique
    - Fantasia d'or :
      - 13 Beloved - Chookiat Sakweerakul (Corée du Sud)

    - Fantasia d'argent :
      - Exiled – Johnnie To (Hong Kong)

    - Fantasia de bronze : ex æquo
      - City Of Violence - Ryoo Seung-wan (Corée du Sud)
      - Memories of Matsuko - Tetsuya Nakashima (Japon)

  - Meilleur film européen / nord ou sud américain :
    - Fantasia d'or :
      - Hatchet - Adam Green (États-Unis)

    - Fantasia d'argent :
      - End Of The Line - Maurice Deveraux (Canada)

    - Fantasia de bronze : ex æquo
      - Mulberry Streer - Jim Mickle (États-Unis)
      - The Signal - David Bruckner, Dan Bush et Jacob Gentry (États-Unis)

  - Meilleur film d'animation :
    - Fantasia d'or :
      - Tekkon Kinkreet - Michael Arias (Japon)

    - Fantasia d'argent :
      - We Are the Strange - M dot Strange (États-Unis)

    - Fantasia de bronze :
      - Aachi & Ssipak - Joe Bum-jin (Corée du Sud)

  - Film le plus innovateur :
    - Fantasia d'or :
      - We Are the Strange - M dot Strange (États-Unis)

    - Fantasia d'argent :
      - Exte: Hair Extensions - Sono Sion (Japon)

    - Fantasia de bronze :
      - Memories of Matsuko - Tetsuya Nakashima (Japon)

  - Meilleur film documentaire :
    - Fantasia d'or :
      - King Of Kong - Seth Gordon (États-Unis)

    - Fantasia d'argent :
      - Your Mommy Kills Animals - Curt Johnson (États-Unis)

    - Fantasia de bronze : ex æquo
      - Ghosts Of Cité Soleil - Asger Leth (Danemark / États-Unis)
      - Zoo – Robinson Devor (États-Unis)

  - Meilleur court-métrage :
    - Fantasia d'or :
      - The Fifth - Ryan Levin (États-Unis)

    - Fantasia d'argent :
      - Angel - Paul Hough (États-Unis)

    - Fantasia de bronze : ex æquo
      - Criticized - Richard Gale (États-Unis)
      - The Morning After - Daniel Knight (Australie)

### 2008
Dates : 3 au 21 juillet
Lieu : Université Concordia
Particularité : Légère hausse du coût des billets, retour des projections extérieures et présentation de deux spectacles.
Prix :
- Palmares officiel - longs métrages
  - Meilleur film :
    - Let The Right One In - Tomas Alfredson (Suède)

  - Meilleur réalisateur :
    - Tomas Alfredson – Let The Right One In (Suède)

  - Meilleur scénario :
    - Satoshi Miki – Adrift In Tokyo (Japon)

  - Meilleure direction photo :
    - Hoyte Van Hoytema – Let The Right One In (Suède)

  - Meilleur acteur :
    - Ben Siegler - Rule Of Three (États-Unis)
    - Mention spéciale :
      - Le duo d'acteurs composé de Jô Odagiri et Tomokazu Miura - Adrift In Tokyo (Japon)

  - Meilleure actrice :
    - Jin-hie Park – Shadows In The Palace (Corée du Sud)
- Palmares officiel - premiers films
  - Prix d'or :
    - Ex Drummer - Koen Mortier (Belgique)

  - Prix d'argent :
    - Timecrimes - Nacho Vigalondo (Espagne)

  - Prix de bronze :
    - From Inside - John Bergin (États-Unis)
- Palmares officiel - courts métrages internationaux
  - Meilleur court : ex æquo
    - With A Little Patience - László Nemes (Hongrie)
    - I Love Sarah Jane - Spencer Susser (Australie / États-Unis)

  - Meilleur court d'animation :
    - The Facts In The Case Of Mister Hollow - Rodrigo Gudiño et Vincent Marcone (Canada)
    - Mention spéciale :
      - Yellow Sticky Notes - Jeff Chiba Stearns (Canada)
- Palmares officiel - courts métrages québécois
  - Meilleur film :
    - À Mère et marées – Alain Fournier

  - Meilleure réalisation :
    - Code 13 – Mathieu Denis

  - Meilleure interprétation :
    - Claude Despins – Papillons noirs

  - Prix spécial du jury :
    - L’Astronaute – Christian Laurence
- Palmares officiel - courts métrages DIY québécois
  - Meilleur film DIY :
    - 1888 – Simon Bérubé

  - Meilleure réalisation :
    - Cheveux blanc – Simon Lehembre

  - Prix spécial du jury :
    - Superhuman – Dagan Taylor
- Prix Séquences
  - Sparrow - Johnnie To (Hong Kong)
- Prix L’Écran Fantastique
  - The Substitute - Ole Bornedal (Danemark)
- Prix du public
  - Meilleur film asiatique
    - Fantasia d'or :
      - Tokyo Gore Police - Yoshihiro Nishimura (Japon)

    - Fantasia d'argent :
      - Sukiyaki Western Django - Takashi Miike (Japon)

    - Fantasia de bronze :
      - 4bia - Youngyooth Thongkonthun, Banjong Pisanthanakun, Parkpoom Wongpoom, Paween Purikitpanya (Thaïlande)

  - Meilleur film européen / nord ou sud américain :
    - Fantasia d'or :
      - Let The Right One In - Tomas Alfredson (Suède)

    - Fantasia d'argent :
      - [●REC] - Jaume Balagueró et Paco Plaza (Espagne)

    - Fantasia de bronze : ex æquo
      - Pig Hunt - James Isaac (États-Unis)
      - Midnight Meat Train - Ryuhei Kitamura (États-Unis)

  - Meilleur film d'animation :
    - Idiots And Angels – Bill Plympton (États-Unis)

  - Film le plus innovateur :
    - Fantasia d'or :
      - Repo! The Genetic Opera – Darren Lynn Bousman (États-Unis)

    - Fantasia d'argent :
      - [●REC] - Jaume Balagueró et Paco Plaza (Espagne)

    - Fantasia de bronze :
      - La Antena - Esteban Sapir (Argentine)

  - Meilleur film documentaire :
    - I Think We're Alone Now - Sean Donnelly (États-Unis)

  - Meilleur court-métrage :
    - Fantasia d'or :
      - Treevenge - Jason Eisener (Canada)

    - Fantasia d'argent :
      - Superhuman - Dagan Taylor (Québec)

    - Fantasia de bronze :
      - Rojo Red - Juan Manuel Betancourt (Colombie)

### 2009
Dates: 9 au 27 juillet
Lieu: Université Concordia

### 2010
Dates: 8 au 28 juillet
Lieux: Université Concordia, cinéma Impérial
Prix:
Autres films programmés:
- Fringale Nocturne, produit dans le cadre du concours CACOUMADEPUDEM (Université de Montréal)[3]

### 2013
- Prix Cheval Noir du meilleur film : Big Bad Wolves réalisé par Aharon Keshales et Navot Papushado
- Prix du meilleur réalisateur : Hou Chi-Jan pour When A Wolf Falls In Love With A Sheep
- Prix du meilleur scénario : Aharon Keshales et Navot Papushado pour Big Bad Wolves
- Prix du meilleur acteur : Cho Jae-hyun pour The Weight de Jeon Kyu-hwan
- Prix de la meilleure actrice : Nathalie Boutefeu pour Les Gouffres d'Antoine Barraud.
- Prix du meilleur premier film : Cheap Thrills d' Evan Katz.

### 2014
- Prix Cheval Noir du meilleur film : Uzumasa Limelight de Ken Ochiai
- Prix du meilleur réalisateur : David Zellner pour Kumiko the Treasure Hunter
- Prix du meilleur scénario : Billy Senese pour Closer to God de Billy Senese
- Prix du meilleur acteur : Seizō Fukumoto pour Uzumasa Limelight
- Prix de la meilleure actrice : Miyuki Oshima pour Fuku-Chan of Fuku-Fuku Flats
- Prix New Flesh pour le meilleur premier film ; The Infinite Man de Hugh Sullivan

### 2015
- Prix Cheval Noir du meilleur film : Tag de Sono Sion
- Prix du meilleur réalisateur : Malik Bader pour Cash Only
- Prix du meilleur scénario : Tomoe Kanno pour La La La at Rock Bottom
- Prix du meilleur acteur :  Subaru Shibutani dans La La La at Rock Bottom
- Prix de la meilleure actrice : Reina Triendl dans Tag
- Prix New Flesh pour le meilleur premier film ; Crumbs de Miguel Llanso

### 2016
- Prix Cheval Noir du meilleur film : Train to Busan de Yeon Sang-ho
- Prix du meilleur réalisateur :  Kiyoshi Kurosawa pour Creepy
- Prix du meilleur scénario : E J-Yong pour The Bacchus Lady
- Prix du meilleur acteur : Franko Dijak dans Goran
- Prix de la meilleure actrice :  Youn Yuh-jung dans The Bacchus Lady
- Prix New Flesh pour le meilleur premier film ; Man underground de Michael Borowiec et Sam Marine.

### 2017
- Prix Cheval Noir du meilleur film : Spoor (Pokot)  de Agnieszka Holland
- Prix du meilleur réalisateur :  Nattawut Poonpiriya pour Bad Genius
- Prix du meilleur scénario : Marianna Palka pour Bitch
- Prix du meilleur acteur : Song Kang-ho pour A Taxi Driver
- Prix de la meilleure actrice : Violetta Schurawlow pour Cold Hell  (Die Hölle)
- Prix New Flesh pour le meilleur premier film : Split  de Choi Kook-hee

### 2018
Le 22e ferstival se déroule du 12 juillet au 2 août.
Palmarès officiel des longs métrages (cheval noir).  Le jury est présidé par Tim Matheson :
- Prix du meilleur film : Dans la brume de Daniel Roby
- Meilleur réalisateur : Nosipho Dumisa pour Number 37
- Meilleur scénario :  Isa Mazzei pour Cam réalisé par Daniel Goldhaber
- Meilleur acteur : Joshua Burge, dans Relaxer de Joël Potrykus
- Meilleure actrice : Kim Da-mi dans The Witch: Part 1. The Subversion réalisé par Park Hoon-jung
- Prix New Flesh pour le meilleur premier film : Cam réalisé par Daniel Goldhaber

### 2021
En 2021, le jury est présidé par la réalisatrice polonaise Agnieszka Smoczyńska. Les principales récompenses furent :
- Prix du meilleur film : Voice of Silence de Hong Eui-jeong
- Meilleur réalisateur : Igor Legarreta pour All the Moons
- Meilleur scénario : Mark O’Brien pour The Righteous
- Meilleur acteur : Yoo Ah-in pour Voice of Silence
- Meilleure actrice : Zelda Adams pour Hellbender

### 2022
Palmarès officiel des courts métrages.
- Prix Meilleur film : Sikiitu de Gabriel Allard
- Prix Meilleur scénario : Brasier de Camille Trudel
- Prix Meilleur réalisatrice émergente : Gaëlle Graton pour L'Autre Rive (film, 2022)
- Prix Meilleures actrices : Judith Baribeau, Rosalie Fortier pour L'Autre Rive (film, 2022)
- Prix Meilleur film Régions : Danavan de Franie-Éléonore Bernier

### 2023

#### Longs métrages
- Meilleur film : Les chambres rouges de Pascal Plante
- Meilleur réalisateur : Sam H. Freeman et Ng Choon Ping pour Femme
- Meilleur scénario : Pascal Plante pour Les chambres rouges
- Meilleure actrice : Juliette Gariépy pour Les chambres rouges
- Meilleur acteur :  Nathan Stewart-Jarrett pour Femme
- Meilleure photo : Zelda Adams & John Adams pour Where the Devil Roams
- Meilleure bande originale : Dominique Plante pour Les chambres rouges
- Mention spéciale du Jury : Vincent doit mourir de Stéphan Castang

#### Premières oeuvres
- Meilleur premier film : Stay Online de Yeva Strelnikova
- Mention spéciale du Jury : Tiger Stripes d'Amanda Nell Eu
- Mention spéciale du Jury : The Abandoned de Tseng Ying-Ting

### 2024

#### Longs métrages
- Meilleur film : Le comte de Monte Cristo de Matthieu Delaporte et Alexandre De La Patellière
- Mention spéciale du jury : Electrophilia de Lucía Puenzo
- Meilleur réalisateur : Hwang Wook pour Mash Ville
- Meilleur scénario : Lucía Puenzo et Lorena Ventimiglia pour Electrophilia
- Meilleur Montage : Penalty Loop de Shinji Araki
- Meilleure photo : Nicolás Puenzo pour Rita
- Prix pour performance exeptionnelle : Mariana Di Girolamo pour Electrophilia
- Prix pour performance exeptionnelle : Anna Starchenko et Berik Aitzhano pour Steppenwolf

#### Premières oeuvres
- Meilleur premier film : Self Driver de Michael Pierro
- Mention spéciale du Jury : Chainsaws Were Singing de Sander Maran
- Mention spéciale du Jury : Kidnapping Inc. de Bruno Mourral